# Bahnhof Izumi-Sotoasahikawa

Der Bahnhof Izumi-Sotoasahikawa (泉外旭川駅, Izumi-Sotoasahikawa-eki) ist ein Bahnhof der JR East auf der Ōu-Hauptlinie in Akita, Präfektur Akita, Japan. Auch Züge der Oga-Linie, die vom Bahnhof Oiwake einfahren, halten hier.

## Geschichte
Vor der Eröffnung des Bahnhofs betrug die Entfernung zwischen den Bahnhöfen Akita und Tsuchizaki 7,1 km – die längste Strecke zwischen dem Hauptbahnhof einer Präfekturhauptstadt und dem nächsten Bahnhof in den sechs Tōhoku-Präfekturen. Mit dem Wachstum der Bevölkerung war dies zu einem Hindernis insbesondere für zur Schule und Arbeit pendelnde Schüler und Arbeiter geworden. Seit der Eröffnung wurde die Strecke Akita – Yotsugoya (6,4 km) zur längsten.
Die Stadtteile Izumi und Sotoasahikawa wiesen aufgrund städtebaulicher Entwicklungen wie dem "Izumi High Town" bereits eine hohe Bevölkerungsdichte auf. Im Rahmen des „6. Gesamtstadtentwicklungsplans von Akita“ vom März 2011 wurde daher der Bau eines neuen Bahnhofs zur Verbesserung der Anbindung dieser Gebiete beschlossen.
Da sich etwa 1,5 km nordwestlich des Standorts auf dem Gelände des ehemaligen Großmarkts von Akita der Bau eines großflächigen Einkaufszentrums durch Aeon Town abzeichnete, wurde weiteres Bevölkerungswachstum und eine erhöhte Nachfrage erwartet. Im Jahr 2018 beantragte die Stadt Akita offiziell den Bau des Bahnhofs Izumi-Sotoasahikawa und schloss eine Kooperationsvereinbarung mit der East Japan Railway Company (JR East). 2019 folgte daraufhin die Genehmigung durch das Verkehrsamt Tōhoku, und die Bauarbeiten wurden aufgenommen. Der Bahnhof wurde daher als Petitionsbahnhof vollständig auf Kosten der Stadt Akita errichtet, die die gesamten Projektkosten in Höhe von rund 2,073 Milliarden Yen übernahm.
Es handelt sich um den ersten neuen Bahnhof in der Präfektur Akita seit der Eröffnung des Bahnhofs Iwakiminato (Uetsu-Hauptlinie) im Jahr 2001.
Am 13. März 2021 wurde der Bahnhof schließlich offiziell und feierlich eröffnet.
Seit 2023 kann mit der Suica gefahren werden.

### Namensgebung
Im Jahr 2020 wurde der offizielle Name „Izumi-Sotoasahikawa“ offiziell festgelegt. Der Name leitet sich von der Lage an der Grenze der Stadtteile Izumi (südlich) und Sotoasahikawa (nördlich) ab. Die Stadt Akita hatte den Namen bereits in der Planungsphase verwendet und schlug im Juli 2019 offiziell der JR East vor, den Bahnhof entsprechend zu benennen. JR entschied sich unter Berücksichtigung der Verständlichkeit, der örtlichen Akzeptanz und möglicher Namensverwechslungen für diesen Vorschlag.

## Ausstattung
- Suica-Automat
- Fahrkartenautomat
- Toiletten
- Behindertengerechte Ausstattung
- Aufzüge
- Beheizter Warteraum

## Aufbau
Der Bahnhof verfügt über zwei Seitenbahnsteige von je 125 m Länge und 2,6 m Breite. Da die Güterstrecke Akita in der Nähe verläuft, liegen die Gleise weit auseinander, mit dem Bahnhof dazwischen. Ein unterirdischer Zugang verbindet beide Bahnsteige sowie die Vorplätze Nord und Süd. Der Tunnel kann rund um die Uhr genutzt werden.

### Bahnsteige
| Gleis   | Linie                           | Richtung | Zielbahnhof |
| ------- | ------------------------------- | -------- | ----------- |
| 1       | Ōu-Hauptlinie (inkl. Oga-Linie) | Aufwärts | Akita       |
| 2       | Ōu-Hauptlinie                   | Abwärts  | Aomori      |
| 2       | Oga-Linie                       | Abwärts  | Oga         |
| Quelle: |                                 |          |             |